# Vídeňská škola dějin umění
Vídeňská škola dějin umění (Wiener Schule der Kunstgeschichte) je souhrnný pojem označující vývoj základních vědeckých postupů při studiu dějin umění, které formulovalo několik generací historiků umění působících na Vídeňské univerzitě. Jejich teorie měly podstatný vliv na celé moderní dějiny umění, i když každá z navržených metod již nemá absolutní platnost. Charakteristickým rysem Vídeňské školy byla snaha postavit zkoumání dějin umění na vědecké základy, vyloučit z historického hodnocení subjektivní vkus a zavést přesné analytické postupy, pomocí nichž bylo možné interpretovat všechna umělecká díla. Samotný pojem "Vídeňská škola dějin umění" použil poprvé roku 1910 Vincenc Kramář a obecně přijímaným termínem se stala po publikaci článků Otto Benesche (1920) a Julia von Schlossera (1934).

## Historie

### Pragmatické dějiny umění
Za zakladatelskou osobnost je považován Rudolf Eitelberger, který získal hluboké znalosti umění privátním studiem a byl roku 1852 jmenován prvním profesorem dějin umění na Vídeňské univerzitě. Patřil k okruhu znalců umění, kteří se scházeli u sběratele a autora didaktické metody, založené na přímém studiu uměleckých děl Josepha Daniela Böhma. Eitelberger prosazoval, aby postižení estetických kvalit díla vzalo v úvahu historické souvislosti a prokazatelná fakta a tím se objektivizovalo. Umělecko-historické zkoumání chápal jako nutnou podmínku pro pozvednutí obecného vkusu i pro zlepšení úrovně současného umění a stal se tak vůdčí postavou historizujících slohů v rakouské architektuře a umění.
Prvním Eitelbergerovým absolventem byl Moritz Thausing, který se roku 1879 stal druhým řádným profesorem dějin umění na Vídeňské univerzitě. Dílo svého učitele rozvíjel důrazem na autonomii oboru dějin umění a jeho oddělení od studia estetiky.

### Formalistické dějiny umění
Thausingovi studenti Franz Wickhoff (jmenován profesorem 1891) a Alois Riegl (jmenován profesorem 1897) pokračovali v jeho přístupu k dějinám umění a rozvinuli metodu komparativní stylistické analýzy a pokusili se o objektivní hodnocení umění s vyloučením osobního vkusu. Oba přispěli k přehodnocení období pozdní antiky, které bylo předtím považováno za období úpadku. Zejména Riegl, jako otevřený zastánce positivismu, se soustředil na čistě formální kvality uměleckého díla a odmítl veškeré dohady o jeho obsahu jako metafyzickou spekulaci.

### Idealistické dějiny umění
Po předčasném úmrtí Riegla (1905) a Wickhoffa (1909) byl profesorem dějin umění jmenován jejich asistent Max Dvořák, který zprvu pokračoval také ve funkci poradce Centrální památkové komise, kterou před ním zastával Riegl. Dvořákův zájem se ale postupně soustředil na otázky obsahu uměleckého díla, které jeho předchůdci nepovažovali za předmět studia dějin umění. Dvořáka, který byl částečně ovlivněn nástupem německého expresionismu, hluboce zaujaly "neklasické" formální kvality manýrismu. Dvořákova idealistická metoda, později označená jako "Kunstgeschichte als Geistesgeschichte" ("historie umění jako historie idejí"), našla oddané pokračovatele v osobách Hanse Tietze and Otto Benesche.

### Strukturalistické dějiny umění
Dvořák rovněž zemřel předčasně a jeho nástupcem byl jmenován roku 1922 Julius von Schlosser. Schlosser představoval typ klasického vzdělance, který byl po celý život hluboce zaujat italským uměním a kulturou. Byl blízkým přítelem italského filosofa Benedetta Croce a mnichovského profesora románských jazyků Karla Vosslera, pod jehož vlivem rozvinul uměleckohistorickou metodu založenou na filologických modelech. Vymezil rozdíl mezi "Stilgeschichte" ("historie stylu") vynikajících umělců a jejich jedinečných děl a "Sprachgeschichte" ("historie jazyka") výtvarného umění, která zahrnuje celé spektrum uměleckých výtvorů. Ke Schlosserově škole patřil Ernst Gombrich, Hans Sedlmayr a zakladatel uměleckohistorického strukturalismu 30. let Otto Pächt. Jejich metodologické postupy označil Meyer Schapiro jako Druhou nebo "Novou vídeňskou školu".

### Ideologické dějiny umění
Josef Strzygowski, který byl jmenován profesorem ve stejném roce jako Max Dvořák, zaujímá v historii Vídeňské školy unikátní postavení. Byl vehementním odpůrcem klasického pojetí historie a zastáncem antiklasického, antihumanistického a antiklerikálního názoru na svět. Na rozdíl od převažujícího zájmu historiků o Řecko a Řím, Strygowski zaměřil svou pozornost na Orient, kde se domníval, že nalezl stopy původních "Nordických" rysů, které byly nadřazené těm středomořským. Jako zastánce takto jednostranně formulovaného názoru se ocitl v nesmiřitelné opozici s "ortodoxní" větví Vídeňské školy, zejména se "staro-humanistou" Schlosserem, který po straně označil Strzygowského jako "Attilu historie umění". Tento spor vyústil nejen v ideologické, ale i faktické rozdělení Vídeňské školy na dvě instituce, které byly navzájem nezávislé. Protože Strzygowski nemohl akceptovat metodologii svých oponentů, vytvořil vlastní souhrnnou metodu "Planforschung", u které předpokládal, že zaručí absolutní objektivitu. Ze zpětného pohledu byla jeho metoda zcela nepoužitelná a jejím účelem bylo pouze zdůvodnění jeho těžko pochopitelných teorií. S radikální ideou pangermánství se přiblížil nacistické ideologii. Strzygowského Institut (Erstes kunsthistorisches Institut) byl po jeho odchodu do důchodu roku 1933 zrušen, ale následujícího roku založil Společnost pro komparativní historii umění (Gesellschaft für vergleichende Kunstforschung). Jeho zásluhou se historikové umění začali zajímat o neevropská umění a jeho obdiv k abstraktnímu umění, které považoval za "Nordické", byl krokem směrem k pochopení moderního umění.

### Syntéza
Nástup nacismu znamenal kritický obrat v dějinách Vídeňské školy. Historikové umění, kteří byli donuceni emigrovat, se zejména v angloamerickém prostředí seznámili s odlišnými metodologickými postupy. Během války vedl školu Hans Sedlmayr, který byl autorem metody strukturální analýzy a spolu s Otto Pächtem jedním ze zakladatelů Nové vídeňské školy. Až do roku 1942 byl členem NSDAP a roku 1945 musel odejít. Vedení po něm převzal Karl Maria Swoboda, který provedl syntézu dříve neslučitelných koncepcí Schlossera a Strygowského a zbavil je ideologické nesmiřitelnosti. Roku 1963 byla vytvořena dvě další profesorská místa, která obsadili Otto Pächt a Otto Demus. Díky nim se Vídeň stala "Mekkou" dějin středověkého umění ("Mekka der Mittelalterkunstgeschichte"). Jako Professor extraordinarius byl jmenován ředitel Österreichische Galerie Belvedere Fritz Nowotny, který byl mezinárodně uznávaným expertem na moderní umění. Za nejmladšího pokračovatele Vídeňské školy byl považován historik umění a zakladatel vídeňského muzea moderního umění (Museum Moderner Kunst Stiftung Ludwig Wien) Werner Hoffmann (1928-2013), který v její tradici interpretoval moderní umění.